# Robechies
Robechies is een dorp in de Belgische provincie Henegouwen en een deelgemeente van de Waalse stad Chimay. Robechies was een zelfstandige gemeente, tot die bij de gemeentelijke herindeling van 1977 toegevoegd werd aan de gemeente Chimay.
Robechies had een eigen station Robechies.

## Demografische ontwikkeling
- Bronnen:NIS, Opm:1831 tot en met 1970=volkstellingen, 1976= inwoners op 31 december

## Geboren te Robechies
- Alfred Cogniaux (1841-1916), botanicus